# Копнена Индија
Копнена Индија је геополитички термин који се понекад користи за означавање Индије, изостављајући спорну територију Кашмира и регион сјевероисточне Индије, који је са копненим дијелом повезан коридором Силигури.
У географском контексту, копнена Индије обухвата читаву Индију (укључјући и сјеверозападну Индију) у континентној Индији, изостављајући острва (Андамани и Никобари и Лакадиви).

## Геополитички термин
Популаризовањем копнене Индије, дошло је до занемаривања сјевероисточне мјере у значајној мјери због њене специфичности, због чега је дошло до отуђења те регије и на крају се јавио тренд кретања ка источноазијским културним утицајима као посљедица тога.